# Abbaye de Montmartre

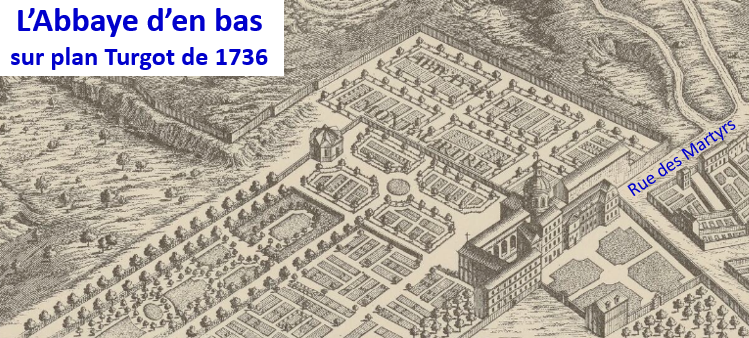
Abbaye de Montmartre på Turgots karta.

Abbaye de Montmartre var ett romersk-katolskt kloster för kvinnor ur benediktinorden i Paris i Frankrike.
Klostret grundades 1133 av kungen på begäran av drottningen, Adelaide av Savojen, som bosatte sig där som änka. Det var rikt och populärt bland adliga kvinnor. Under 1500-talet var det omtalat för sin slappa moral. Klostret konfiskerades och stängdes under franska revolutionen 1790 och revs 1794. 